# Bombo Calandula
Bombo Madalena Calandula, née le 23 février 1983 est une joueuse internationale angolaise de handball.

## Biographie
Avec l'équipe d'Angola, elle remporte cinq titres aux championnats d'Afrique, participe aux championnats du monde de 2005 et 2011, terminant à la 8e place, et aux Jeux olympiques de 2008 avec une 12e place.

## Palmarès

### En équipe nationale
Jeux olympiques
- 12e place aux Jeux olympiques 2008

Championnats du monde
- 16e place au Championnat du monde 2005 en Russie
- 8e place au Championnat du monde 2011 au Brésil

Championnats d'Afrique 
- Médaille d'or au Championnat d'Afrique 2002
- Médaille d'or au Championnat d'Afrique 2006
- Médaille d'or au Championnat d'Afrique 2008
- Médaille d'or au Championnat d'Afrique 2010
- Médaille d'or au Championnat d'Afrique 2012
- Médaille d'or aux Jeux africains 2011.